# Moqueur bleu
Melanotis caerulescens
Espèce
Statut de conservation UICN

 LC  : Préoccupation mineure
Le Moqueur bleu (Melanotis caerulescens) est une espèce de passereau de la famille des Mimidae.
Son aire de répartition s'étend à travers le Mexique.